# Cambrie
Ne doit pas être confondu avec Cumbria.
 (mai 2008).
Si vous disposez d'ouvrages ou d'articles de référence ou si vous connaissez des sites web de qualité traitant du thème abordé ici, merci de compléter l'article en donnant les références utiles à sa vérifiabilité et en les liant à la section « Notes et références ».

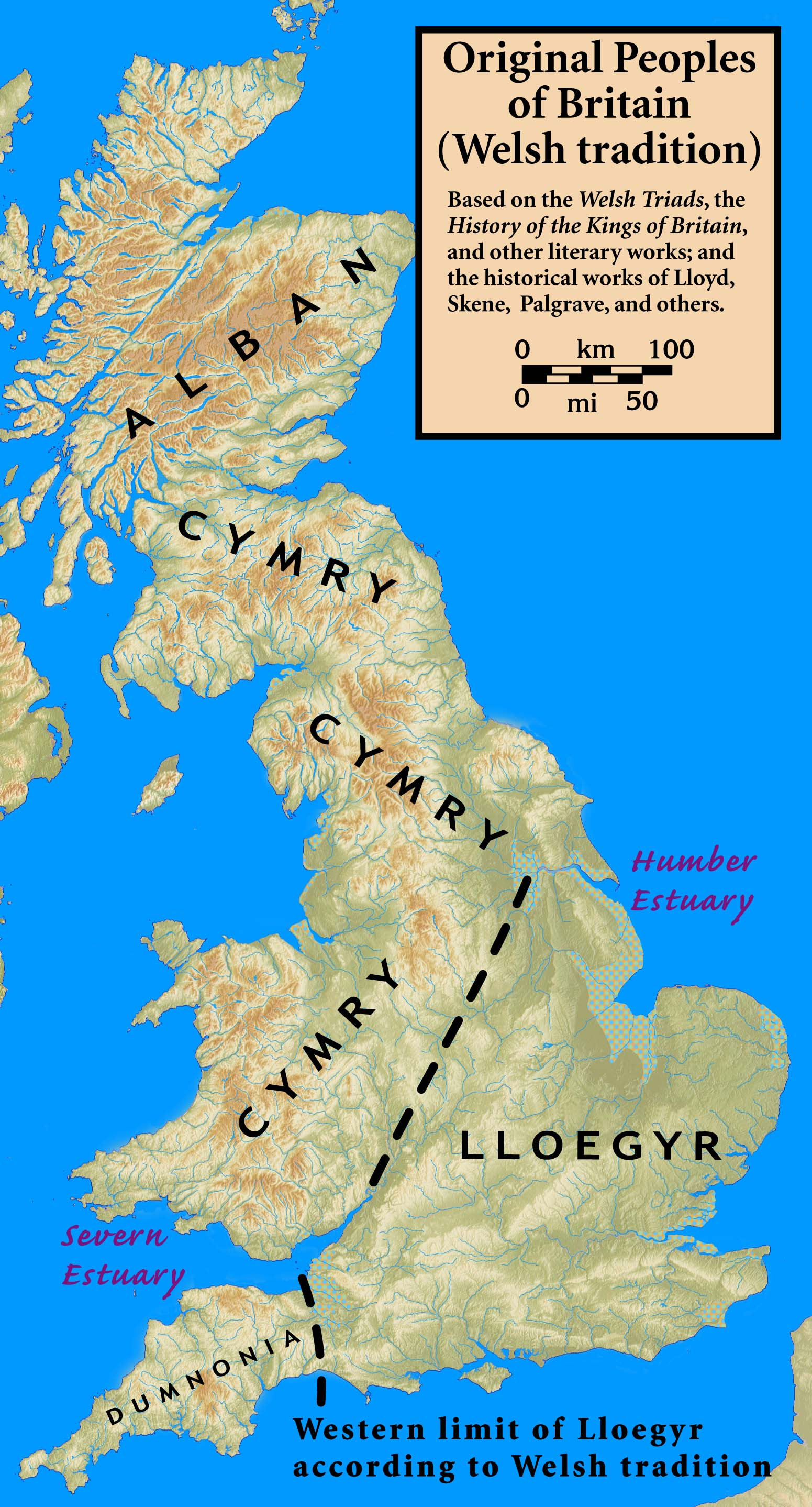

La Cambrie est l'un des anciens noms du Pays de Galles (du latin Cambria, du gallois Cymru) qui a donné l'adjectif cambrien, qui en français est plus utilisé en géologie (échelle des temps géologiques) que pour désigner les habitants ou les productions du pays. Dans l'antiquité, « Cambrie » n'incluait pas seulement le Pays de Galles mais aussi les Cornouailles (Domnonée), le Wessex et l'ouest de la Mercie (le Shropshire en a été détaché tardivement) jusqu'au comté de Cumbria. En anglais en revanche, si le nom de Cambria n'est plus guère utilisé que comme forme poétique, l'adjectif cambrian entre  couramment dans la dénomination de firmes diverses, ainsi l'ancienne compagnie aérienne Cambrian Airways (en) (1935-1974).

## Origine protohistorique
Son étymologie est discutée. Ce pourrait être l'indo-européen celtique com qui signifie « avec, ensemble » et brogi- qui signifie « territoire ». Cambria signifierait « patrie commune ». Cette étymologie est très répandue mais pose deux problèmes : com- aurait été latinisé en Cam- *Com-brogi aurait donné en latin même tardif *Combro[g]ia et non Cambria et en celtique cembrog puis cembro et non cembri, cynfrw et non cymru en gallois où le u note i, *kenvro et non kembre en breton.
Cymru (latinisé en Cymrus ou Cumbria) est aussi apparenté au proto-germanique *marka (vieux bas francique *marka > marche « frontière »). *Mrogi- s'est labialisé en *brogi (ancien gallois et breton *brogā > gallois, breton bro « territoire, pays ») semblable au gaulois brog(i)- « territoire, région, frontière, marche » cf. breuil du dérivé *brogilos).
« Cambria » a enfin été rapproché du grec ancien Κιμμέριοι / Kimmérioi (aussi donné aux Cimmériens) qui pourrait provenir de Κιμή / Kimế, « bout, bord, marge, rivage » : à titre d'exemple, à l'époque de Ptolémée, les Grecs appellent l'actuel Danemark Κιμϐρική χερσόνησος / Kimbrikế chersónêsos, la « péninsule du bord, les rivages des Cimbres ». Un autre mot grec ancien est κασσίτερος, kassíteros, cité par Pytheas et Strabon, terme qui ne semble pas tiré du nom grec de l'étain, mais du mot Cassi présent dans d'autres noms celtiques comme Cassivellaunos, Cassitalus, les dieux Casses et le peuple des Cassi. 

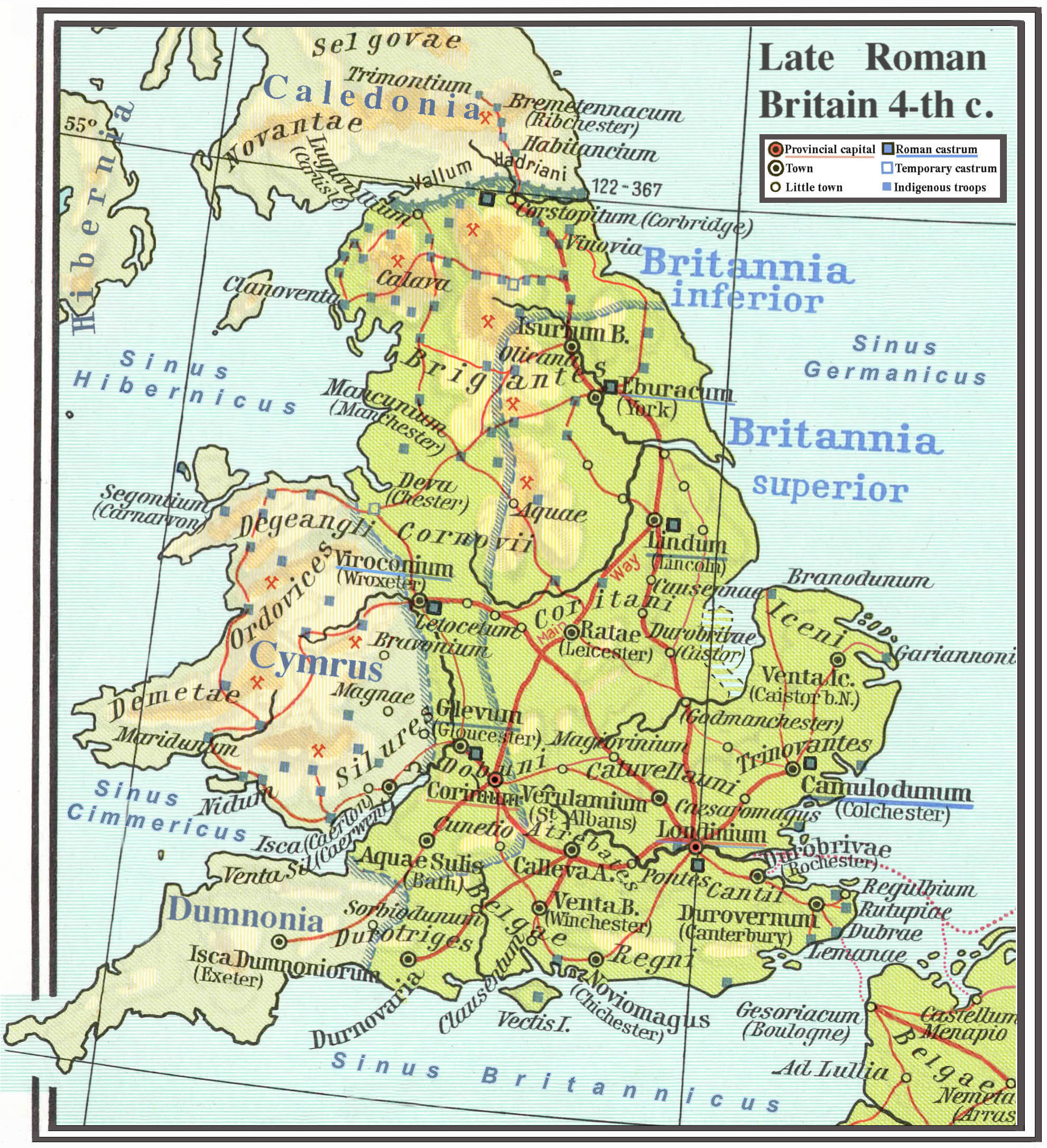
Province romaine de Bretagne vers la fin du IVe siècle avec les régions vassales dont la Cambrie (Cymrus).

## Origine légendaire
Selon l’Historia regum Britanniae de Geoffroy de Monmouth, la Cambrie aurait été créée à la mort de Brutus de Bretagne. Le royaume est partagé entre ses trois fils, cette partie revient à Kamber qui  lui donne son nom.